# Президентские выборы в Чечне (2004)
Президентские выборы в Чечне 2004 года прошли 29 августа. В результате выборов в первом же туре президентом Чечни был избран Али Алханов, за которого проголосовали 371 675 человек (73,48 % голосов). В выборах приняли участие 593 434 избирателя (85 %). Выборы были досрочными. Необходимость их проведения была связана с гибелью 9 мая 2004 года в результате теракта предыдущего президента Ахмат-Хаджи Кадырова. Международные наблюдатели не обнаружили серьёзных нарушений во время проведения выборов. В то же время правозащитники поставили под сомнение их демократический характер.

## Кандидаты
- Мовсар Хамидов — бывший сотрудник ФСБ России, с мая 2002 года вице-премьер Чечни, курировавший силовой блок.
- Абдулла Бугаев — историк, преподаватель Чеченского университета, в прошлом член правительства Чечено-Ингушской АССР, видный участник антидудаевской оппозиции.
- Умар Абуев — генеральный директор государственного унитарного предприятия «Чеченнефтехимпром».
- Ваха Висаев — советник президента Чечни.
- Махмуд-Хасан Асаков — экономист, главный специалист аппарата Госсовета Чечни.
- Магомед Айдамиров — предприниматель из Толстой-Юрта.